# Vijfentwintig Februari Beweging
De Vijfentwintig Februari Beweging (VFB), de officiële naam van de eenheidsbeweging Stanvaste, was een politieke Surinaamse beweging die enkele jaren na de staatsgreep van 25 februari 1980 werd opgericht als politieke arm van het militaire regime. De VFB is de voorloper van de Nationale Democratische Partij (NDP).
Medio 1983 gaf Desi Bouterse tijdens Brasa Dei (Dag van de omhelsing) de aanzet tot de oprichting van de Vijfentwintig Februari Beweging. Hij wilde deze als eenheidspartij waarin alle geledingen van de maatschappij vertegenwoordigd zouden zijn. Harvey Naarendorp was de geestelijk vader van het concept. De VFB wordt ook uitgelegd als een politieke partij in een periode waarin partijen verboden waren, waardoor er gekozen is voor beweging in plaats van partij.
De proclamatie van de Vijfentwintig Februari Bewering vond plaats in november 1983. Linkse Nederlandse politieke partijen waren uitgenodigd maar kwamen niet, de partijen CDA en VVD hadden geen uitnodiging gekregen. De officiële oprichting van de eenheidsbeweging Stanvaste voerde Bouterse op 12 mei 1984 uit in het militaire kamp bij Zanderij. Bouterse werd gekozen tot voorzitter, Etienne Boerenveen tot secretaris en Paul Bhagwandas tot penningmeester. Hoofd Internationale Betrekkingen van Stavaste werd de voormalig zaakgelastigde Carlo Spier.
Vanwege de verwarring onder burgers over het verschil tussen het Militaire Gezag en de VFB verduidelijkte Desi Bouterse op 13 juli 1985 dat de VFB deelnam in het regeerteam en De Nationale Assemblée, en het Militaire Gezag niet. In de praktijk maakte dit niet uit omdat Bouterse in de belangrijkste organen het laatste woord had, als voorzitter in het Topberaad, het Militair Gezag en de VFB.